# 젠 (영화)
젠(禅, Zen)은 일본에서 제작된 타카하시 반메이 감독의 2008년 영화이다. 후지와라 타츠야 등이 주연으로 출연하였다.

## 출연

### 주연
- 후지와라 타츠야
- 나카무라 칸타로우
- 테이 류신
- 우치다 유키

### 조연
- 무라카미 준
- 아이카와 쇼우
- 카츠무라 마사노부
- 사사노 타카시
- 니시무라 마사히코
- 타카하시 케이코
- 코라 켄고

## 제작진
- 원작자: 오오타니 테츠오
- 조명: 오쿠무라 마코토
- 미술: 마루오 도모유키